# Sveti Jurij v Slovenskih goricah
Sveti Jurij v Slovenskih goricah è un comune di 2.124 abitanti della Slovenia. 
Il comune è stato creato nel marzo 2006 per scorporo dal comune di Lenart. Il capoluogo è fissato nella località di Jurovski Dol, che conta 407 residenti.

## Località
Il comune è diviso in 8 insediamenti (naselja):
- Jurovski Dol
- Malna
- Spodnji Gasteraj
- Srednji Gasteraj
- Varda
- Zgornje Partinje
- Zgornji Gasteraj
- Žitence